# Fongue
Cacique Fongue foi uma liderança indígena brasileira da etnia kaingang que exerceu um papel muito importante na Terra indígena de Guarita. Ele foi cacique no século XIX, na Terra Indígena de Guarita, no noroeste do Rio Grande do Sul. Fongue era cacique de Guarita em 1848, quando o jesuíta Padre Parés visitou essa aldeia.
Houve posteriormente outros caciques chamados Fongue, descendentes daquele mais famoso.

## Trajetória
O nome Cacique Fongue está ligado a Tenente Portela, cidade no noroeste do Rio Grande do Sul.

### Homenagem
No dia 19 de abril de 2011 foi colocada uma placa em frente à estátua O Índio, localizada na praça central do município Tenente Portela, homenageando Cacique Fongue. Nesse mesmo ano o monumento foi declarado patrimônio histórico e cultural do município.
Inicialmente a estátua, construída em 1985 pelo artista Paulo de Siqueira, representava uma homenagem às tribos indígenas Kaigang e Guarani, sem mencionar em específico o indígena Fongue.